# 坪輋商業中心

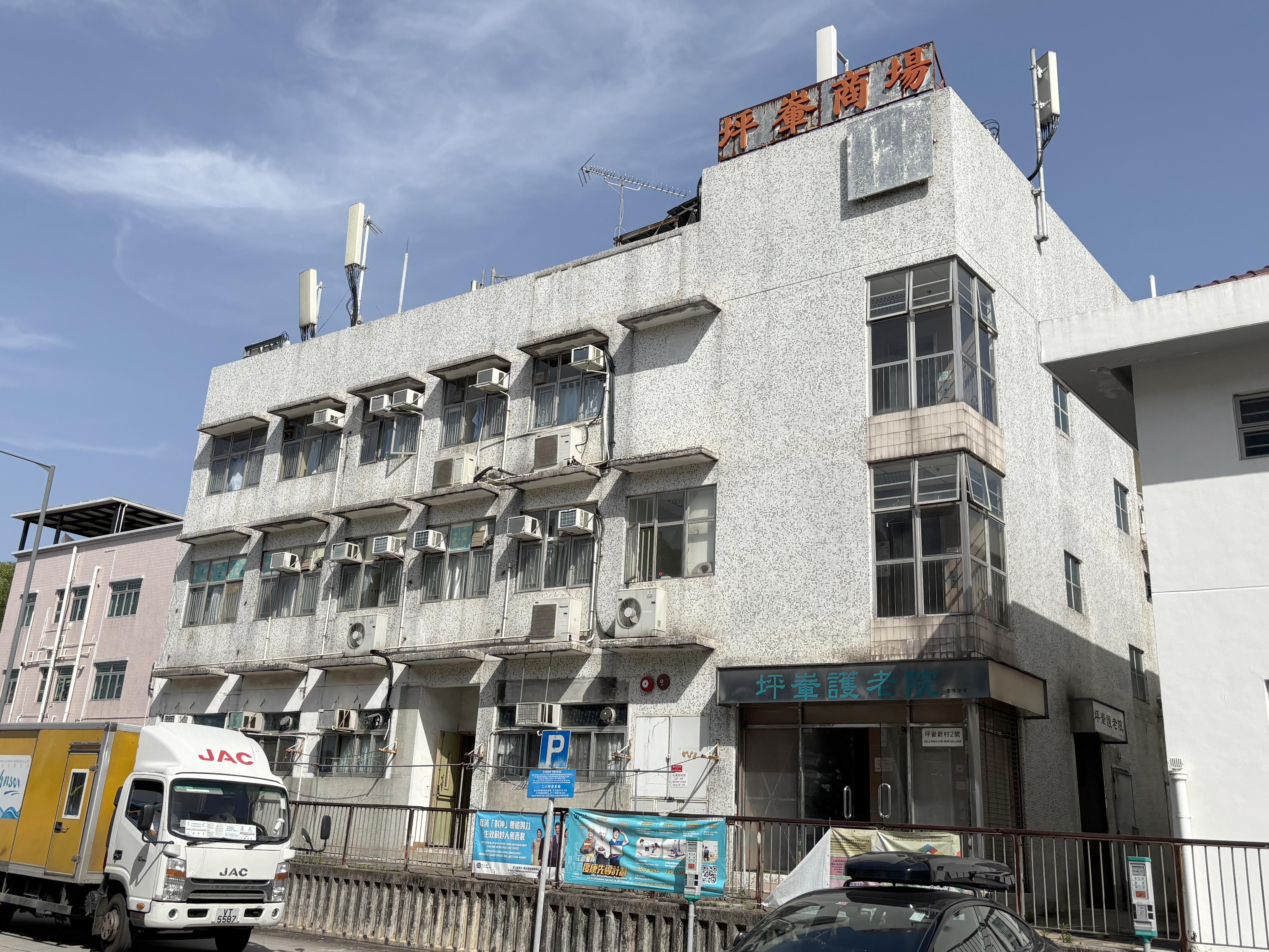
坪輋商場

坪輋商業中心（又名坪輋商場）是位於香港新界北區坪輋新村2號的一個已結業購物中心。

## 簡介
1990年代初，政府平整坪輋路和五洲路之間小山的部份山麓，建成政府合署和坪輋新村。位於政府合署旁的坪輋商場於1996年落成，曾是香港最北面的多層式商場建築物。商場佔地約4,500平方呎，建築物以鄉村式設計，樓高3層，有一部可貫穿樓層的電梯，外觀看似是一座巨型丁屋。由於位置偏僻，人流稀少，商場落成不久便丟空和改作貨倉用途，早於2000年前已由安老院全面租用。直至現在，商場天台仍留有一個「坪輋商場」的大型標示牌。

## 外部連結
- 坪輋護老院有限公司 （页面存档备份，存于）